# Schismatoglottis samarensis
Schismatoglottis samarensis är en kallaväxtart som beskrevs av Alistair Hay. Schismatoglottis samarensis ingår i släktet Schismatoglottis och familjen kallaväxter. Inga underarter finns listade.